# 藤原進之介
藤原 進之介（ふじわら しんのすけ、1994年1月13日- ）は、日本の予備校講師、YouTuber、作家、実業家。数学を苦手とする生徒を対象としたオンライン数学専門塾「数強塾」創業者・代表取締役、情報I専門オンライン塾「情報ラボ」主宰。代々木ゼミナール講師、武田塾教務部情報課課長、河野塾ISM講師を務める。

## 来歴
神奈川県横須賀市に生まれる。中学・高校時代、数学をはじめとした理系科目への苦手意識を持ちながら独学で北海道の大学に進学。大学在学中の20歳のとき学習塾を立ち上げる。その後オンライン塾の立ち上げ、神奈川県での実店舗の学習塾の創業を経て、28歳のとき東進ハイスクールからのオファーを受け日本初の予備校情報I講師となった。2024年4月に代々木ゼミナールに移籍。

## 人物
- 数学検定1級[3]。
- アロマテラピー検定1級を取得。ハムスターを好む [7]。
- 禁酒家、嫌煙家[1]。
- 20代のうちに自著がベストセラーとなり大手予備校にスカウトされるなどし、知名度が上がり、SNSでは数万人のフォロワーを抱えるが、受け持つ生徒に対しては、1人ひとりを大切にしたいという思いをもつ[5]。また小学5・6年のときに自身が通っていた中学受験塾「啓進塾」で感じたような、純粋に勉強が楽しいと思える授業を届けることを目指している[1]。
- 大学受験で2浪しており、そういった経験から浪人生の味方でありたいと思っている。

## 著作
- 『学校で習っていなくても読んで理解できる　藤原進之介の ゼロから始める情報I』（KADOKAWA）2023年3月
- 『ライバルに差をつける 情報 I 鉄板の100 題』 （KADOKAWA）2024年7月
- 『きめる! 共通テスト情報I』（Gakken）2024年6月

## 監修
- 『スライドで見る全単元・全時間のすべて情報Ⅰ』（東洋館出版社）

## 出演歴
- 令和の虎（FC版Tiger Funding）　志願者として出演（2023年8月）
  - 「【前編】共通テストの新科目。｢情報｣に特化したオンライン塾を広めたい。【藤原 進之介】[63人目]FC版Tiger Funding」[9]
  - 「【後編】｢FCとの親和性がない｣虎が下す決断は…「情報」に特化したオンライン塾を広めたい。【藤原 進之介】[63人目]FC版Tiger Funding」[10]
- 武田塾チャンネル
  - 「【現高1・2年生必見】初学者にもオススメ！新課程情報Ⅰを対策できる参考書」[11]
  - 「【新課程入試】情報Ⅰの配点が高い大学と低い大学を紹介」[12]

## 講演歴
- 香蘭女学校（2022年）
- 北海道岩見沢緑陵高等学校（2022年）